# Neleucania bicolorata
Neleucania bicolorata är en fjärilsart som beskrevs av Augustus Radcliffe Grote 1881. Neleucania bicolorata ingår i släktet Neleucania och familjen nattflyn. Inga underarter finns listade i Catalogue of Life.